# Николае Чолаку
Николае Чолаку, след схима монах Нектарий, е румънски легионер, антикомунистически бунтовник и православен монах. Два пъти репресиран за антиправителствена дейност – по времето на диктатурата на маршал Йон Антонеску и при последвалия комунистическия режим. По време на управлението на Николае Чаушеску емигрира в Съединените американски щати. Завръща се в Румъния след революцията от 1989 г. и живее в Бранковянския манастир. 
Николае Чолаку е последният оцелял от партизанския отряд „Хайдутите на Добруджа“.

## Биография
Роден в арумънско семейство емигрирало от Македония в Родопите. През 1926 г. родителите му се преселват във влязлата в границите на Румъния Добруджа, където семейството получава обработваема земя и се заема със земеделие. Тук Николае Чолаку се присъединява към Желязната гвардия, влизайки в групата на Гогу Пию. След въоръженото легионерско въстание през януари 1941 г. е преследван от режима на Йон Антонеску. Николае Чолаку е арестуван и вкаран в затвора. Лежи в затворите в Бакъу, Галац, Плоещ, Брашов, Аюд, Алба Юлия. Освободен е от затвора през май 1945 г. след идването на власт на Румънската комунистическа партия (РКП).
През 1948 г. Чолаку се присъединява към антикомунистическата бунтовническа чета „Хайдутите на Добруджа“. Тази бунтовническа формация е под командването на Гогу Пию и е идеологически доминирана от легионерското движение. Чолаку участва активно в партизанска дейност, влизайки в сблъсъци със Секуритате. След смъртта на Гогу Пию на 19 юли 1948 г., Чолаку поема командването на отряда „Хайдутите на Добруджа“, с който се оттегля в гората близо до Бабадаг, откъдето продължава съпротивата повече от две години. През 1951 г. под заплаха от репресии срещу семейството му, Чолаку се предава на Секуритате, след което е изправен ред военния съд в Констанца и осъден на 25 години затвор. Лежи в затворите в Букурещ, Жилава, Герла и отново в затвора в Аюд. Чолаку отказва „превъзпитание“, отхвърля комунистическата идеология и не се отказва от Желязната гвардия. През 1964 г. Николае Чолаку излиза от затвора поради амнистия на новия държавен ръководител – Николае Чаушеску. Николае Чолаку се установява отново в Добруджа, заобиколен от голямо семейство. Под надзора на Секуритате той живее в Тузла, занимава се със земеделие, след което се премества със съпругата си в Констанца. Редовно е викан за справки и разпити в полицията и Секуритате. През 1982 г. Николае и съпругата му получават разрешение да пътуват до Съединените щати. В изгнание Чолаку пише мемоарите си „Хайдутите на Добруджа”, в които описва антикомунистическото партизанско движение.
След антикомунистическата революция от 1989 г. Николае Чолаку се завръща в родината си. Приема схиза под името Нектарий. Установява в Бринковянския манастир. До смъртта си е редовен участник във възпоменателни прояви, прославящи Желязната гвардия и капитан Корнелиу Кодряну, добруджанските хайдути и Гогу Пию. Става близък с Йон Гаврила Огорану.
Николае Чолаку умира на 90 години. Погребан е в двора на Бранковянския манастир. На гроба му се служи ежегодно панахида.